# Vittorio Chierroni

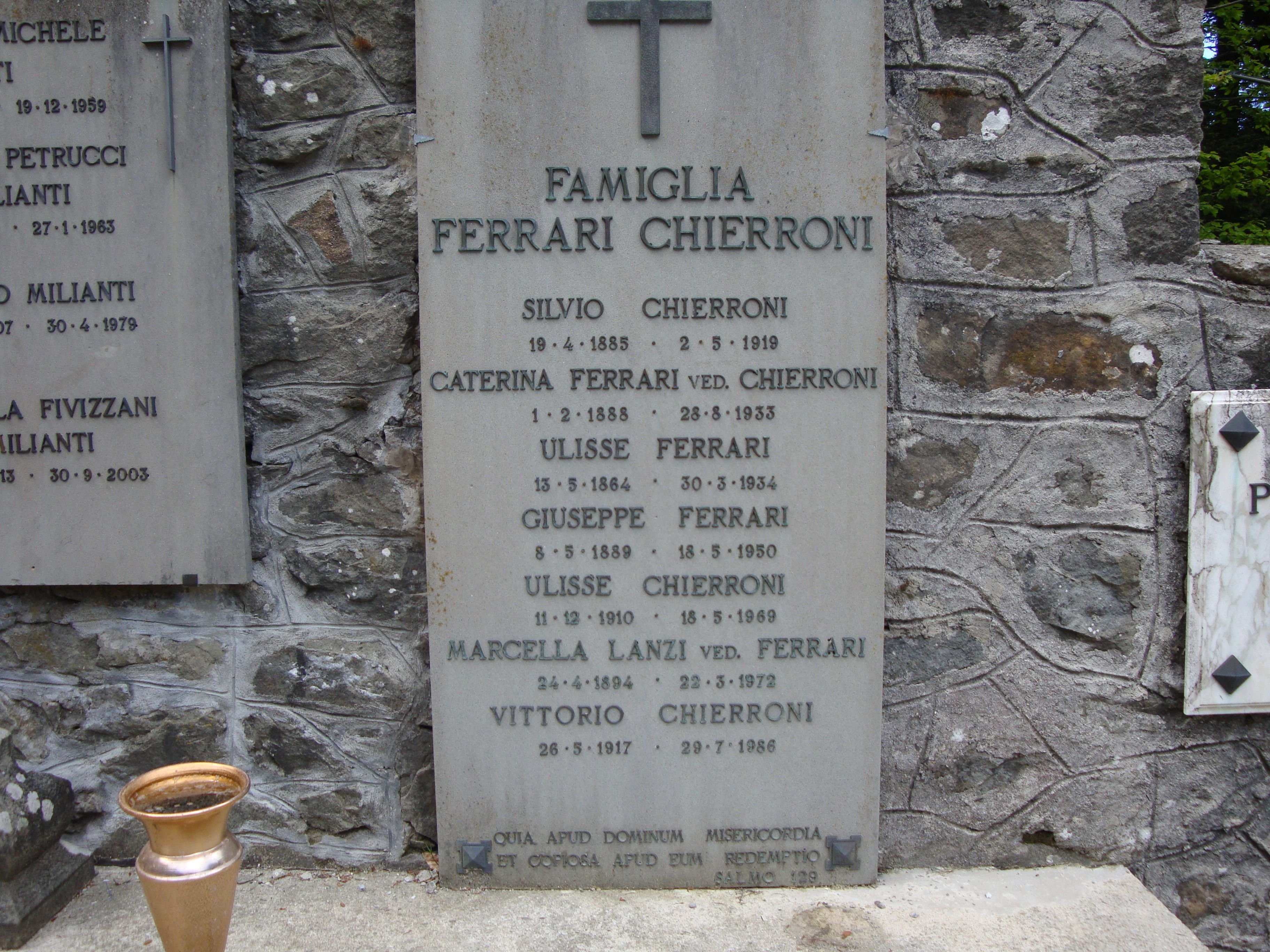
Grabstein der Familie Chierroni im abetonischen Friedhof

Vittorio Chierroni (* 26. Mai 1917 in Abetone; † 29. Juli 1986 ebenda) war ein italienischer Skirennläufer. Während seiner mehr als 20 Jahre dauernden sportlichen Laufbahn feierte er bei nationalen und internationalen Rennen eine Reihe bedeutender Erfolge. Insgesamt errang Chierroni zehn italienische Meistertitel und holte bei den später annullierten Weltmeisterschaften 1941 den Titel im Slalom. Zusammen mit Zeno Colò und Celina Seghi bildete er das erfolgreiche Trio der Musketiere aus Abetone.

## Biografie
Chierronis Karriere begann 1934, als er im Alter von 16 Jahren bei der internationalen Abfahrt am Monte Canin auf den vierten Platz fuhr und damit bester Italiener war. Im Jahr darauf bestätigte er diese Leistung mit dem Gewinn der italienischen Meisterschaft in der Kombination und im Slalom.
Im Februar 1936 nahm er in Garmisch-Partenkirchen an den Olympischen Winterspielen teil. In der dort erstmals ausgetragenen Kombination hatte er nach dem Abfahrtslauf noch an zwölfter Stelle gelegen, fiel aber im Slalom auf Rang 18 zurück. Bei den zwei Wochen später in Innsbruck durchgeführten Weltmeisterschaften schied er im Abfahrtslauf aus.
Bei seinen zweiten Weltmeisterschaften in Chamonix im Februar 1937 belegte er sowohl in der Abfahrt als auch in der Kombination den sechsten Platz. Im Winter 1937/38 errang Chierroni bedeutende Siege bei den Abfahrtsrennen in Megève, in Chamonix und am Furggen, bei den im schweizerischen Engelberg ausgetragenen Weltmeisterschaften blieb er aber auf den hinteren Rängen. Bei den Weltmeisterschaften 1939 in Zakopane wiederholte er den sechsten Platz im Abfahrtslauf.
Seinen größten sportlichen Erfolg feierte er im Februar 1941. Bei den in Cortina d’Ampezzo ausgetragenen Weltmeisterschaften wurde er zeitgleich mit dem Deutschen Albert Pfeifer Weltmeister im Slalom, holte zudem in der Kombination die Bronzemedaille und wurde Vierter der Abfahrt. Nach Ende des Zweiten Weltkriegs erklärte der Internationale Skiverband (FIS) bei einem Kongress im Jahre 1946 auf Antrag der Skiverbände der Vereinigten Staaten, Österreichs und Belgiens diese Weltmeisterschaft nachträglich für ungültig, da viele Nationen aufgrund der politischen Umstände nicht daran teilnehmen konnten. Alle Medaillen verloren nach Beschluss der FIS ihren offiziellen Status und werden nicht mehr gezählt.
Chierroni nahm ab 1947 wieder am Skirennsport teil, holte in der Abfahrt seinen insgesamt zehnten nationalen Meistertitel und fuhr beim Lauberhornrennen in Abfahrt, Slalom und Kombination jeweils auf den siebten Platz. In der Folgesaison gewann er in Chamonix beim legendären Arlberg-Kandahar-Rennen den Slalom und nahm in St. Moritz ein zweites Mal an Olympischen Winterspielen teil, wo er im Kombinationsslalom Dritter wurde. 1950 gewann er noch einmal den Riesenslalom der 3 Tre.
Nach Beendigung seiner aktiven Laufbahn organisierte er für den Skiclub seines Heimatortes Abetone mehrere Jahre die Rennen um die Coppa Nebrun.

## Statistik
Olympische Spiele
- Garmisch-Partenkirchen 1936: 18. Kombination
- St. Moritz 1948: 7. Kombination, 21. Abfahrt, 30. Slalom

Italienische Meisterschaften
Chierroni wurde zehnmal italienischer Meister:
- Abfahrt: (5) 1936, 1938, 1940, 1943, 1947
- Slalom: (2) 1935, 1940
- Kombination: (3) 1935, 1936, 1940